# Хронологія громадянської війни в Ємені (з 2014)
Нижче наводиться хронологія громадянської війни в Ємені, яка розпочалася у вересні 2014 року.

## 2020
- 7 січня — хуситські повстанці збили безпілотник, що належить коаліції під керівництвом Саудівської Аравії, це сталося в північно-східній провінції Яуф.[1][2]
- 18 січня — в результаті ракетного нападу на військовий табір у центральній провінції Маріб загинуло щонайменше 80 солдатів, а десятки були поранені. Єменський уряд звинуватив у нападі повстанців-хуситів, оскільки не вимагав відповідальності[3] Напад було націлено на мечеть, де в цей час зібралися на молитву віряни.[4][5]
- 9 квітня — арабська коаліція, яку очолює Саудівська Аравія, оголосила двотижневе перемир'я в Ємені у зв'язку з пандемією COVID-19. У поточній обстановці, що склалася у світовій економіці, і з цінами на нафту, що падають, продовження конфлікту загрожує економічними проблемами Саудівської Аравії[6].

## 2021
- 10 червня — Хусити ударили ракетами по місту Маріб, кілька снарядів влучили в житлові квартали, загинуло щонайменше 8 жителів, поранили 27[7][8].

## 2022
17 січня Хусити за допомогою безпілотників атакували Абу-Дабі (ОАЕ), загинули троє людей, ще шість осіб отримали поранення. Об'єктами нападу були три бензовози, вони вибухнули і спалахнули. Крім того, на будівельному майданчику поблизу аеропорту сталася невелика пожежа, яку вдалося загасити. Арабська коаліція оголосила про початок ударів по Ємену у відповідь на атаку безпілотників.
21 січня винищувачі арабської коаліції розбомбили в'язницю в Сааді, внаслідок чого загинули щонайменше 140 в'язнів.
24 січня винищувачі ВПС ОАЕ та США знищили установку пуску безпілотників у провінції Ель-Джауф на півночі Ємену відразу після їхнього запуску у бік Абу-Дабі, де їх було знищено силами ППО
26 березня Саудівська Аравія оголосила про проведення воєнної операції у Ємені, оскільки єменські хусити обстріляли нафтовий гігант Aramco та електростанцію Аль-Мухтара.
4 червня стало відомо про понад 150 ударів по цивільних об'єктах у Ємені, включаючи будинки, лікарні та вежі зв'язку, завдані літаками коаліції на чолі із Саудівською Аравією. Незважаючи на заяви адміністрації Байдена, що США припинили військову підтримку наступальних операцій, стало відомо, що Сполучені Штати надали зброю, навчання та підтримку технічного обслуговування більшості ескадрил винищувачів коаліції у кампанії.

## 2023
19 жовтня у розпал війни між Ізраїлем і ХАМАС, хусити фактично відкрили новий фронт проти Ізраїлю. Вони почали застосовувати проти нього балістичні ракети і безпілотні літальні апарати.
Також хусити почали здійснювати напади на комерційні судна, що прямують через Червоне море, особливо в вузькій Баб-ель-Мандебській протоці, що з'єднує Червоне море з Аденською затокою
18 грудня США оголосили про операцію «Вартовий процвітання» із захисту міжнародного судноплавства від хуситів.

## 2024
12 січня США та Британія, в ніч проти п'ятниці, завдали удари по, згідно їх слів, військовим об'єктам на території Ємену. За словами співрозмовників агентства Reuters в адміністрації США, удари завдали літаки, кораблі та підводний човен. CNN повідомила з посиланням на анонімного представника влади США, що застосовувалися й крилаті ракети Tomahawk. 
Представники Ємену вже прокоментували цю атаку, перерахувавши об'єкти, що постраждали, а саме:
- Військова база Кахлан у провінції Саада;
- Авіабаза Аль-Дайламі на північ від столиці Ємену Сани;
- Район аеропорту міста Худайда на Червоному морі;
- Аеропорт міста Таїз та інші об'єкти в провінції Таїз у південно-західному регіоні Ємену;
- Аеродром міста Аббс.

Росіяни, у відповідь на це, вже скликали ООН на 12 січня, фактично підтримуючи хуситів в Ємені.
20 липня ізраїльські ВПС бомбили нафтосховища та електростанцію в єменському порту Ходейда у відповідь на удар безпілотника хуситів по м. Тель-Авів.
14 листопада видання Financial Times повідомило, що Росія могла завербували на війну проти України сотні хуситів, обіцявши їм високооплачувану роботу і навіть російське громадянство.